# Schriftgrad
| Details                                                                               | Abmessungen                                                                   |
| ------------------------------------------------------------------------------------- | ----------------------------------------------------------------------------- |
| 1 Punze 2 Schriftbild 3 Fleisch 4 Konus 5 Achselfläche 6 Kegel 7 Signatur 8 Gießrille | a Kopf b Schulterhöhe a + b Schrifthöhe (1) c Dickte d Kegelhöhe/ Kegelstärke |

Bleiletter (Schema)
(1) Die „Schrifthöhe“ im Bleisatz hat keinen direkten Bezug zum Schrifterscheinungsbild oder der Abmessung der gedruckten Buchstaben. Sie muss für alle Lettern eines Satzes gleich hoch sein, um ein ebenmäßiges Druckbild zu gewährleisten.

Die Begriffe Schriftgrad, Schriftgröße, Schriftsatzmaß oder Kegelhöhe (auch Kegelstärke) bezeichnen in der Typografie ein Maß für die Größe einer Schrift. Der Kegel (im Bild die Nummer 6) ist im Bleisatz der Körper, der das etwas kleinere, spiegelverkehrte Abbild des Buchstabens (Nr. 2) trägt. Die Kegelstärke (Strecke d) ist größer als die tatsächliche Fläche der Letter (dargestellt als Buchstabe, Ziffer, Interpunktionszeichen, Akzent).
Für den Schriftgrad werden verschiedene Maßeinheiten verwendet, zumeist als „Punkt“ (pt) bezeichnet. Diese Maßeinheiten werden bei Druckerzeugnissen nicht nur für den Schriftgrad, sondern auch für Zeilenabstände und Ähnliches verwendet.
Festgeschrieben sind die Maße in der DIN 16507-1 (aktuell Stand September 1998).
Das Messgerät für in Punkt anzugebende Größen ist das Typometer.

## Optische Schriftgröße
Das Bild zeigt die Schriften Helvetica, Garamond und Bickham Script bei gleichem Schriftgrad im Vergleich.
Der Schriftgrad bezeichnet grundsätzlich die Größe des Schriftbildes, sagt jedoch nichts aus (auch bei Fonts) zum optischen Eindruck der Schriftgröße. Dieser ist vor allem von der Mittellänge der Schriftart abhängig. Besitzt die Schrift eine besonders kleine Ober- und Unterlänge, so ist die Mittellänge auf dem Schriftkegel proportional größer, da der Schriftgestalter mit der Spannweite zwischen Ober- und Unterlänge meist die gesamte Kegelhöhe bespielt.
Script-Fonts mit besonders ausschweifenden Ober- und Unterlängen (wie die Bickham Script) wirken daher oft sehr klein. Aus demselben Grund ist die Annahme, Antiqua-Schriften sähen generell kleiner aus als Grotesk-Schriften, falsch. Dies gilt nur für den Vergleich von klassischen Antiqua (wie der Garamond) mit klassischen Grotesken (wie der Helvetica), bzw. von Antiqua und Grotesken mit vergleichbarer Metrik.

## Einheiten des Maßsystems

Zusammenhang der unterschiedlichen Maßeinheiten untereinander gemäß ihrer Herleitung

Der Punkt ist die Grundeinheit zur Angabe von Schriftgrößen.

### Französischer Punkt
Das erste typographische Maßsystem konzipierte 1695 Sébastien Truchet (1657–1729) von der Französischen Akademie der Wissenschaften. Er nahm dazu als Längenmaß den königlichen Pariser Fuß (Pied de Roi, „Königsfuß“) von etwa 32,484 cm, der als ein Sechstel der Pariser Toise (Klafter), des in Paris geltenden eisernen Normstabes Toise du Grand Châtelet, definiert war. Ein Fuß (Pied) wurde in 12 Zoll und ein Zoll (Pouce) in 12 Linien unterteilt. Trouchet nannte nun ein Zwölftel der Pariser Linie (Ligne) eine Ligne seconde („zweite Linie“), dies waren etwa 0,188 mm. Die Ligne seconde sollte jedoch keine allgemeine Verbreitung finden.
Etwa seit 1737 nannte der französische Drucker Pierre Simon Fournier ein Sechstel der von ihm verwendeten Linie einen Point typographique („typographischen Punkt“), wobei er von einem Fuß von nur rund 29,8 cm ausging, da es in Frankreich regional variierende Längen der Toise und damit auch des Fußes gab.  Dieser sogenannte Fournier-Punkt (etwa 0,345 mm) wurde später nicht mehr verwendet.
Im Jahr 1766 wurde eine 1735 hergestellte Kopie der Toise du Grand Châtelet, das Original verschwand 1755 vermutlich durch Diebstahl, zum Prototyp des gesetzlichen Längenmaßes in ganz Frankreich erklärt.
Ende des 18. Jahrhunderts entwickelten François Ambroise Didot und sein Sohn Firmin Didot das typographische Maßsystem weiter. Der Didot-Punkt, der sich später europaweit durchsetzte, entsprach einem Sechstel der Pariser Linie, also etwa 0,375972 mm (traditionell aber 0,376065 mm). Er wird üblicherweise mit 0,376 mm angegeben und auch so verwendet, da dies weit innerhalb aller technischen Toleranzen liegt. Das Grundmaß war also wie bei Truchet der Pariser Fuß, so sind 12 × 12 × 6 = 864 Didot-Punkt genau ein Pariser Fuß.
Die nächstgrößere Einheit in diesem System ist das Cicero. Ein Cicero entspricht 12 Didot-Punkt. Vier Cicero wiederum ergeben eine Konkordanz.
Im Jahr 1975 wurde von der ISO der Didot-Punkt auf genau 0,375 mm (3⁄8 mm) festgelegt. Für die Verwendung mit den existierenden Druckmaschinen war aber eine Modifikation von mehr als einem Viertel Prozent erheblich und daher technisch zu schwierig zu verwirklichen. Außerdem wurde zu dieser Zeit gerade auf Fotosatztechnik umgestellt, so wurde dieser Vorschlag in der Praxis nie vollständig umgesetzt.

### Amerikanischer Punkt
Ende des 19. Jahrhunderts kam aus den USA mit der Erfindung der Linotype-Zeilengussmaschine ein alternatives Punktmaß auch nach Europa: der Pica-Punkt (pp). Er basiert grundsätzlich zwar auf dem Pica, also 1⁄6 Zoll, weicht jedoch geringfügig davon ab:
Von drei konkurrierenden, fast gleichen Definitionen verabschiedete das 15. Treffen der US-Type Founders Association of the U.S.A. (1886) das sogenannte Johnson Pica zu genau 0,1660 Zoll. Der Vorschlag von Nelson C. Hawks (1200⁄7227 ≈ 0.166044) sowie die direkte Bezugnahme auf das metrische System (83 Pica auf 35 cm, also 35⁄(83*2,54) ≈ 0,1660184) blieben unberücksichtigt.
Analog zum Verhältnis von Cicero zu Didot-Punkt wird hier ein Pica in 12 Punkt geteilt.
Daher misst der traditionelle amerikanische Printer’s Point 351,36 µm.
In manchen Quellen wird der amerikanische Punkt als (näherungsweise) 100/7227 inch angegeben, das wäre ca. 351,4598 µm und entspricht der Definition nach Hawks. Der Punkt mit metrischem Bezug wäre etwa 351,4056 µm groß.

### DTP-Punkt
Im Desktop-Publishing (DTP) wird heute nahezu ausschließlich eine vereinfachte Definition des amerikanischen Punktes verwendet.
Der DTP-Punkt, abgekürzt pt, gelegentlich auch PostScript-Punkt oder kurz PS-Punkt genannt, wurde als der 864. Teil des englischen foot von 1959 definiert. Er misst also exakt 1⁄72 Zoll, d. h. 0,0138 Zoll oder 0,3527 mm. Er ist zurzeit das einzig verlässliche Maß in den meisten Anwendungsprogrammen (Druckerkommunikation, Word, Draw, Photoshop etc. – Calamus und CorelDraw hingegen wurden metrisch programmiert).
|         | 1 Pica | 0,5" | Beschreibung  |
| ------- | ------ | ---- | ------------- |
| pt      | 12     | 18   | DTP-Punkte    |
| px      | 16     | 24   | Referenzpixel |
| 300 dpi | 50     | 75   | Gerätepixel   |
| 600 dpi | 100    | 150  | Gerätepixel   |

In CSS steht dieser Punkt auch in einem einfachen Verhältnis von 4:3 zum Referenzpixel ‚px‘. Der entspricht bei den heutigen hochauflösenden Displays nicht dem Gerätepixel, sondern ist als 1⁄96 eines Zolls definiert.
Bei einer im Heimdruck häufig anzutreffenden Punktdichte von 300 dpi entspricht ein DTP-Punkt dann ungefähr vier Bildpunkten in der Reproduktion. Ein Schriftzeichen mit 12 pt wird in der Höhe unter diesen Voraussetzungen mit 50 Bildpunkten gedruckt.
Das Satzsystem TeX definiert die Abkürzung ‚pt‘ als Kehrwert von 72,27 in Zoll, was bei der verwendeten Genauigkeit 0,013837 Zoll entspricht. Der PostScript-Punkt heißt in TeX big point ‚bp‘, da seine 351,4598 µm etwa 1,00027 amerikanische Printer's Point sind.

### Metrischer Punkt
Die deutsche Norm DIN 16507-2:1999 sieht für Schriftgrößenangaben und Zeilenhöhen im elektronischen Satz einen Modul von 250 µm vor, mit einem Submodul von 50 µm für Zwischengrößen. Dieser Modul wird teilweise auch wie eine dem Punkt entsprechende Einheit verwendet und heißt dann Quart (‚q‘), da sie einem Viertelmillimeter entspricht, und ist insbesondere in Japan als キュ kyu verbreitet. Als q ist es ab Level 3 auch Teil von CSS.
Statt der Kegelhöhe wird in DIN 16507-2 die messbare Größe der Versalhöhe zur Angabe der Schriftgröße verwendet. Dieses System hat bisher keine weite Verbreitung gefunden, allerdings unterstützen verschiedene Computertypographiesprachen (z. B. TeX, CSS, Framemaker) die Maßangabe in metrischen Einheiten.
Einer der Befürworter dieses Systems war der bedeutende Grafikdesigner Otl Aicher. Er propagierte Schriftgrade, die teilweise an die traditionellen Namen angelehnt sind.

### Relative Größen
Neben den absoluten Schriftgrößen, bei denen einem Schriftgrad eine bestimmte Länge zugeordnet werden kann, gibt es in der Computergrafik auch eine Maßangabe in Pixel (px). Während die reale Größe eines Pixels bei Geräten durch die Konstruktion festgelegt ist, kann es beim Drucken eines in Pixel angegebenen Schriftgrads zu Überraschungen kommen, wenn die Zuordnung nicht festgelegt wird. Sind die Ausgabegeräte jedoch baugleich, ändert sich die Größe auch beim Druck nicht, weshalb die Pixelgröße in diesem Fall absolut ist. Um bösen Überraschungen vorzubeugen ist z. B. bei CSS für Pixelwerte eine Umrechnung in DTP von 1 Zoll = 72 pt = 96 Pixel festgelegt. Dadurch wird der relativen Schriftgröße eine absolute Schriftgröße zugeordnet. Andere in CSS definierte Einheiten wie em und ex beziehen sich auf die aktuell verwendete Schrift und sind deshalb erst mit Festlegung einer absoluten Schriftgröße umrechenbar.
| Name             | Region      | Kegelhöhe | Kegelhöhe |
| Name             | Region      | Punkt     | mm        |
| ---------------- | ----------- | --------- | --------- |
| Non Plus Ultra   | Holland     | 02•       | 0,752     |
| Microscopique    | Frankreich  | 02,5•     | 0,94      |
| Excelsior        | Amerika     | 03 pp     | 1,054     |
| Brillant         | Deutschland | 03•       | 1,128     |
| Diamant          | Frankreich  | 03•       | 1,128     |
| Microscoop       | Holland     | 03•       | 1,128     |
| Brillant         | Amerika     | 04 pp     | 1,405     |
| Diamant          | Deutschland | 04•       | 1,504     |
| Perla            | Italien     | 04•       | 1,504     |
| Sédanoise        | Frankreich  | 04•       | 1,504     |
| Pearl            | Amerika     | 05 pp     | 1,757     |
| Perl             | Deutschland | 05•       | 1,88      |
| Parigina         | Italien     | 05•       | 1,88      |
| Parisienne       | Frankreich  | 05•       | 1,88      |
| Nonpearl         | Amerika     | 06 pp     | 2,108     |
| Nonpareille      | Deutschland | 06•       | 2,256     |
| Nompariglia      | Italien     | 06•       | 2,256     |
| Insertio         | Deutschland | 06,5•     | 2,444     |
| Mignon           | Amerika     | 07 pp     | 2,46      |
| Kolonel          | Deutschland | 07•       | 2,632     |
| Brevier          | Amerika     | 08 pp     | 2,811     |
| Petit            | Deutschland | 08•       | 3,008     |
| Gaillarde        | Frankreich  | 08•       | 3,008     |
| Bourgeois        | Amerika     | 09 pp     | 3,162     |
| Borgis           | Deutschland | 09•       | 3,384     |
| Petit Romain     | Frankreich  | 09•       | 3,384     |
| Garmond          | Holland     | 09•       | 3,384     |
| Long Primer      | Amerika     | 10 pp     | 3,514     |
| Korpus           | Deutschland | 10•       | 3,76      |
| Philosophie      | Frankreich  | 10•       | 3,76      |
| Garamona         | Italien     | 10•       | 3,76      |
| Small Pica       | Amerika     | 11 pp     | 3,865     |
| Rheinländer      | Deutschland | 11•       | 4,135     |
| Cicéro           | Frankreich  | 11•       | 4,136     |
| Filisofia        | Italien     | 11•       | 4,136     |
| Mediaan          | Holland     | 11•       | 4,136     |
| Pica             | Amerika     | 12 pp     | 4,216     |
| Cicero           | Deutschland | 12•       | 4,512     |
| St. Augustin     | Frankreich  | 12•       | 4,512     |
| English          | Amerika     | 14 pp     | 4,919     |
| Mittel           | Deutschland | 14•       | 5,263     |
| Texto            | Spanien     | 14•       | 5,264     |
| Silvio           | Italien     | 14•       | 5,264     |
| Groote Augustijn | Holland     | 14•       | 5,264     |
| Columbian        | Amerika     | 16 pp     | 5,622     |
| Tertia           | Deutschland | 16•       | 6,016     |
| Romana           | Spanien     | 16•       | 6,016     |
| Testo            | Italien     | 16•       | 6,016     |
| Parangon         | Amerika     | 18 pp     | 6,325     |
| Paragon          | Deutschland | 18•       | 6,767     |
| Gros-Romaine     | Frankreich  | 18•       | 6,767     |

## Schriftgrade in Tabellen
Nebenstehende Tabelle soll einen Überblick über verschiedene Bezeichnungen und Kegelhöhen verschaffen. Neben den Bezeichnungen der deutschen und englischen Schriftgrade werden zumeist auch die französischen und vor allem jene anderen europäischen Bezeichnungen genannt, die bei ähnlich klingenden Namen sich auf unterschiedliche Schrifthöhen beziehen.
Ab einem Schriftgrad von 4 Punkt gilt die „Deutsche Normalschriftlinie“. Im Deutschen waren für die Didot-Grade teils auch noch weitere Bezeichnungen im Gebrauch. Die Unterscheidung „Grobe“ vor dem Schriftnamen weist dabei oft auf eine Absenkung der Schriftlinie hin, um ein etwas größeres (groberes) Schriftbild auf einem gleich hohen Kegel unterzubringen:
- Text (20)
- Kanon (36, klein: 32, grob: 42)
- Konkordanz (48)
- Missal (klein: 48, grob: 54)
- Sabon (60)
- das Präfix Doppel bei Doppelcicero (24), Doppelmittel (28) und Doppeltertia (32)

Ab der „Kanon“ (36 Punkt) aufwärts bezeichneten die deutschen Namen nicht immer dieselben Schriftkegel. So findet man „Kanon“ für 32 und 36 Punkt, „Grobe Kanon“ für 40 und 42 Punkt, „Missal“ gar für 48, 54 und 60 Punkte. „Sabon“ und Bezeichnungen größerer Grade standen immer für verschiedene Kegelhöhen.
Die Pica-Angabe bei den angloamerikanischen Maßen bezieht sich stets auf ein Johnson-Pica zu exakt 0,166". Der exakte Wert für die Kegelhöhe einer angloamerikanischen 8-Punkt-Schrift beträgt folglich 8⁄12 von 0,166". Bei den kontinentaleuropäischen Maßen ist nicht das Pica, sondern der Punkt selbst (mit 1• = 1⁄2660 m) die definierende Größe.
Gros-Texte ist in Frankreich eine Bezeichnung sowohl für Mittel, als auch für Tertia. Wie die italienische Testo und die spanische Texto ist sie folglich kleiner als die deutsche Text.
Metrische Schriftgrade werden in nachfolgender Tabelle beschrieben. Sie werden hier in Relation sowohl zu Angaben gesetzt, die in CSS gleichwertig sind, als auch zu Didot-Punkten und angloamerikanischen Pica-Punkten. Auch die hier angegebenen Maße werden entgegen der DIN 16507-2 meist nicht für die Versal-, sondern für die Font- oder die Zeilenhöhe verwendet.
| Anwendung (Name)         | q  | mm   | pt    | px    | Didot-Punkt    | Pica-Punkt       |
| ------------------------ | -- | ---- | ----- | ----- | -------------- | ---------------- |
| (Pearl)                  | 07 | 1,75 | 04.96 | 06.61 | 04,5• (+3,4 %) | 05 pp (−0,4 %)   |
| Fußnote (Nonpareille)    | 09 | 2,25 | 06.38 | 08.5  | 06•            | 06,5 pp (−1,5 %) |
| Tabelle (Mignon)         | 10 | 2,5  | 07.09 | 09.45 | 06,5• (+2,3 %) | 07 pp (+1,6 %)   |
| Legende (Brevier)        | 11 | 2,75 | 07.8  | 10.39 | 07,5• (−2,5 %) | 08 pp (−2,2 %)   |
| Zeitung (Petite)         | 12 | 3    | 08.5  | 11.34 | 08•            | 08,5 pp          |
| Buch, klein              | 13 | 3,25 | 09.21 | 12.28 | 08,5• (+1,7 %) | 09,25 pp         |
| Buch, groß (Long Primer) | 14 | 3,5  | 09.92 | 13.23 | 09,5• (−2 %)   | 10 pp (−0,4 %)   |
| Foliant (Korpus)         | 15 | 3,75 | 10.63 | 14.17 | 10• (−0,3 %)   | 10,5 pp (+1,6 %) |
| Titel (Cicero)           | 18 | 4,5  | 12.76 | 17.01 | 12• (−0,3 %)   | 13 pp (−1,5 %)   |